# Chapter 4: Sanctuary
"Chapter 4: Sanctuary" (Capítulo 4: Santuario) es el cuarto episodio de la primera temporada de la web-serie estadounidense The Mandalorian, basada en los personajes de George Lucas. Se estrenó en Disney + el 29 de noviembre de 2019. La serie sigue al Mandaloriano titular (Pedro Pascal), un pistolero solitario que recolecta recompensas de los mejores postores.

## Argumento
Mando se encuentra con una mercenaria llamado Cara Dune (Gina Carano) y se pelea con ella brevemente afuera de un salón. Después de esa presentación, Mando es contratado por una pareja de pescadores desesperados con la esperanza de expulsar a los invasores klatooinianos que han estado atormentando su pequeño pueblo. Él le pasa los créditos a Cara para obtener su ayuda.
Una vez en el pueblo, una madre viuda llamada Omera (Julia Jones) los recibe y les ofrece comida. Ella le pregunta acerca de la máscara del Mandaloriano, y él le confiesa que no se la ha quitado delante de alguien desde que era solo un niño. Resulta que no siempre fue un mandaloriano; la tribu lo acogió después de la muerte de sus padres. Esto, al parecer, explica su disposición a arriesgarlo todo por Baby Yoda. Dune y Mando encuentran un conjunto de pistas en el barro fuera del pequeño pueblo de pescadores: los merodeadores tienen un Imperial AT-ST, un andador fuertemente blindado con armas pesadas montadas a cada lado. Cara insiste en que los aldeanos se vayan y establezcan su hogar en otro lugar, pero se niegan.
Y así, los guerreros muestran a los granjeros cómo defenderse, y luego colocan trampas a lo largo de un foso de agua, que esperan derriben el AT-ST. Después del anochecer, Mando y Dune se infiltran en el campamento de los asaltantes, llevándose a la mayoría de ellos en combate cuerpo a cuerpo. Finalmente, explotan la base enemiga con un explosivo, y el caminante imperial lo persigue, un par de monstruosos ojos rojos que se mueven a través del bosque como un gigante enojado. Una vez que el AT-ST llega al foso, Cara se mete debajo de él, sacando una de sus ventanas con el rifle de pulso del Mandaloriano. El piloto adentro, presumiblemente enfurecido, muerde el anzuelo y se lanza al agua, tambaleándose. El caminante se derrumba y se enciende.
A la luz del día, habiendo vuelto la paz a la aldea, Baby Yoda juega feliz con los otros niños. Mientras tanto, un cazador del Gremio apunta a Baby Yoda desde las sombras, se prepara para apretar el gatillo y suena un disparo. El cuerpo del asesino de recompensas se cae y el humo sale del desintegrador de Cara Dune. "La palabra viaja rápido", como dice Mando anteriormente en el episodio; no pueden quedarse Mando y el Niño parten, rumbo a otras estrellas y hacia nuevos mundos.

## Producción
El episodio está dirigido por Bryce Dallas Howard, quien es la segunda mujer en dirigir un proyecto de acción en vivo de Star Wars. El episodio está escrito por Jon Favreau, quien también proporciona la voz de Paz Vizla.

## Recepción
En Rotten Tomatoes, el episodio tiene una calificación de aprobación del 86% con una calificación promedio de 7.5 / 10, basada en 7 reseñas.